# Europe 2020
La stratégie « Europe 2020 » ou UE 2020 est une stratégie de coordination des politiques économiques au sein de l'Union européenne sur une période de dix ans. 
Adoptée le 17 juin 2010 par les États membres, cette stratégie succède à la stratégie de Lisbonne pour la croissance et l'emploi qui avait été adoptée par le Conseil européen des 23 et 24 mars 2000, puis révisée à mi-parcours en 2005. 
La stratégie Europe 2020 veut concilier l'amélioration des indicateurs de développement durable en matière de croissance, d'emploi et de protection de l'environnement tout en augmentant la compétitivité de l'Europe au niveau mondial.
Axée sur les investissements dans la recherche et l’innovation, la croissance verte ou encore l’éducation et l’emploi, la stratégie Europe 2020 identifie des objectifs quantifiés à l'échelle de l'Union européenne et entend créer une nouvelle forme de « gouvernance économique » pour mieux piloter la réalisation de ceux-ci. Ces objectifs sont ensuite divisés en initiatives phares détaillant leur modalité d'opérationnalisation . Ils sont ensuite articulés avec des objectifs nationaux découlant des ambitions fixées au niveau européen.

## Histoire
La première ébauche de cette stratégie a été esquissée lors du Conseil européen informel du 11 février 2010. Elle a été formalisée dans une communication de la Commission européenne du 3 mars 2010 intitulée pour une croissance « intelligente, durable et inclusive ». 
Préalablement, la Commission avait procédé à une consultation de la société civile en donnant la possibilité à toute personne de soumettre des propositions sur sa vision de l'Europe en 2020.
La stratégie a été débattue lors du Conseil européen des 25 et 26 mars 2010 puis adoptée le 17 juin 2010.

## Objectifs
La stratégie « Europe 2020 » comporte cinq grands objectifs :
1. taux d’emploi : doit passer de 69 % pour la population âgée de 20 à 64 ans à au moins 75 %, notamment par une plus grande participation des femmes, des travailleurs âgés et une meilleure intégration des migrants dans la main-d’œuvre ;
2. recherche et développement (R&D) : l’objectif actuel de l’Union est d’investir 3 % du PIB dans la R&D. La Commission concevra un indicateur qui reflétera l’intensité de la R&D et de l’innovation ;
3. environnement : réduire les émissions de gaz à effet de serre d’au moins 20 % par rapport aux niveaux de 1990 ou de 30 % si les conditions sont favorables ; faire passer la part des sources d’énergie renouvelable dans la consommation finale d’énergie à 20 % ;et accroître de 20 % l'efficacité énergétique ;
4. niveau d'éducation : s'attacher à réduire le taux de décrochage scolaire à moins de 10 % et porter à 40 % au moins la proportion de personnes âgées de 30 à 34 ans ayant obtenu un diplôme de l'enseignement supérieur ou atteint un niveau d'études équivalent ;
5. inclusion sociale : réduire la pauvreté en s'attachant à ce que 20 millions de personnes au moins cessent d'être confrontées au risque de pauvreté et d'exclusion.

## États membres et associés
Le programme est ouvert à l'ensemble des État membres de l'UE mais également à un ensemble de pays associés (européens ou non) : Islande, Norvège, Albanie, Bosnie-Herzégovine, Macédoine du Nord, Monténégro, Serbie, Turquie, Israël, Moldavie, Suisse, Îles Féroé, Ukraine, Tunisie, Géorgie et Arménie.

## Initiatives phares
- L'innovation : pour améliorer les conditions et l'accès au financement pour la recherche et l'innovation afin de renforcer la chaîne de l'innovation et stimuler les niveaux d'investissement dans toute l'Union.
- Les jeunes en mouvement : pour améliorer la performance des systèmes d'éducation et renforcer l'attrait international de l'enseignement supérieur en Europe.
- Un agenda numérique pour l'Europe : pour accélérer le déploiement de l'internet à haut débit et  récolter les avantages d'un marché numérique unique pour les ménages et les entreprises.
- Ressources performantes d'Europe : aider à découpler la croissance économique de l'utilisation des ressources, par une « décarbonisation » de l'économie en augmentant l'utilisation d'énergies renouvelables, la modernisation du secteur des transports et la promotion de l'efficacité énergétique.
- Une politique industrielle pour l'ère de la mondialisation : pour améliorer l'environnement réglementaire des entreprises, en particulier pour les PME, et soutenir le développement d'une base industrielle solide et durable capable de rivaliser au niveau mondial.
- Développement de compétences et emploi : pour moderniser les marchés du travail en facilitant la mobilité du travail et le développement des compétences tout au long du cycle de vie en vue d'accroître la participation active et de mieux rapprocher l'offre et la demande sur les marchés du travail.
- Création d'une plate-forme européenne de lutte contre la pauvreté : assurer la cohésion sociale et territoriale, afin que les bénéfices de la croissance et de l'emploi soient largement partagés et que les personnes confrontées à la pauvreté et l'exclusion sociale soient en mesure de vivre dans la dignité et de prendre une part active dans la société.

## Critiques
Les eurodéputés socialistes au Parlement européen, à l’image de Catherine Trautmann, présidente de la délégation socialiste française, se sont fixé comme objectif « […] le renforcement des capacités d’innovation et d’investissement » car concrètement le plan vise à créer des emplois. Les eurodéputés mettent en avant deux points : 
- D'abord, l’innovation qui « ne doit pas se faire au détriment de la recherche fondamentale » et la préservation d’une certaine cohérence : les résultats obtenus par la recherche sont d’abord des connaissances et vient ensuite la possibilité de valoriser ces résultats dans la filière économique et industrielle.
- Enfin, qui dit innovation dit attractivité et compétitivité des territoires. Ainsi, les socialistes appellent à une meilleure participation des régions, en termes de crédits à engager ou encore concernant la valorisation du rôle actif que les citoyens sont amener à jouer sur le terrain[8].

Dans le cadre de la stratégie Europe 2020, le groupe socialiste milite pour que l’Europe « se dote d’une vision stratégique de moyen-long terme pour le numérique », dans le but de développer le secteur des technologies et de l’information mais aussi plus largement, « pour la compétitivité européenne ». L’agenda numérique est défendu par les socialistes comme étant une occasion unique de croissance économique et de transition vers une économie verte et durable. Pour remplir l’objectif de mettre en place le haut débit sur l’ensemble du territoire européen pour 2013 à un prix compétitif et de poursuivre le développement de la fibre, « le paquet télécom doit être transposé le plus rapidement possible par les États membres », estime Catherine Trautmann.

## Sources

## Compléments